# Російсько-шведська війна (1741—1743)
Російсько-шведська війна 1741—1743 років (також відома як Війна "капелюхів"; рос. Русско-шведская война 1741—1743 гг., швед. hattarnas ryska krig) — реваншистська війна, яку Швеція розпочала в надії повернути собі втрачені в ході Північної війни території.

## Причини війни
Основною причиною війни стало прагнення керівних кіл Швеції до реваншу за Північну війну 1700—1721 років.
До 1700 року доходи шведського королівського дому і аристократії значною мірою надходили від Фінляндії, Балтійських країн і шведських територій у Німеччині. Крім того, власне сільське господарство не могло прогодувати населення Швеції без додаткових закупівель зерна та сільгосппродукції на втрачених (після Північної війни) землях.
У 1731 році між Австрією, Голландією і Англією було укладено Віденський договір, спрямований проти Франції. У свою чергу уряд Людовика XV терміново розпочав шукати союзників. В результаті цього Швеція і Туреччина виявилися в сфері французького впливу. Схилялася до союзу з Францією і Пруссія.
Російсько-турецька війна 1735—1739 років давала шанси на реалізацію шведського реваншу. Однак у самій Швеції не було єдності в питанні про війну. Не припинялися суперечки в шведському сеймі. Це зібрання розділилося на дві партії. Одна називалася «капелюхами» і складалася майже повністю з дворянства, офіцерів армії і ряду сенаторів — ця партія вимагала війни. Інша партія на чолі з королем Фредеріком I (1676—1751) бажала миру, її назвали «партією ковпаків».
Швеція почала переговори з Туреччиною про укладення військового союзу проти Росії. У відповідь імператриця Анна Іоанівна заборонила вивіз хліба в Швецію з російських портів.
У 1738 році до Туреччини зі Швеції відправився дипкур'єр майор Сінклер з секретними документами, що стосуються планів війни з Росією. У Польщі Сінклера перехопила і умертвила російська розвідка, Після смерті Анни Іоанівни в Петербурзі стали зріти відразу дві змови на користь Єлизавети. Одна - спонтанна - серед солдатів та молодших офіцерів гвардійських полків. Іншу змову готували посол Франції Іаахім-Жаком де ля Шетарді і посол Швеції Ерік Нолькен. Причому, якщо Шетарді вступив в контакт з Єлизаветою за прямою вказівкою свого уряду, то Нолькен діяв переважно як ініціатор. В інструкції Шетарді, даною йому кардиналом де Фльорі, Єлизавета була вказана як єдина особа, на користь якої потрібно діяти для повалення німецького уряду і для відтискування Росії назад на схід. Посередником між дипломатами та Єлизаветою став її особистий лікар Іоганн Лесток, француз за походженням.
Франція запропонувала Швеції повністю оплатити всі витрати у війні з Росією. Шетарді зажадав від Єлизавети Петрівни підписати звернення до російських військ у Фінляндії не пручатися шведам, а також дати письмові гарантії територіальних поступок шведському королю. У Єлизавети вистачило розуму відкрутитися від письмових зобов'язань, а вже на словах вона була на все згодна, натомість просила 100 тисяч рублів.
Посол Нолькен видав необхідну суму. Скільки їй видав Шетарді — точно не встановлено, але відомо, наприклад, що у вересні 1741 він видав їй 2 тисячі золотих. Гроші Швеції та Франції були використані як на підкуп гвардійців, так і на оплату боргів Єлизавети, що обчислювався десятками тисяч рублів. Посол Нолькен повідомив до Стокгольму, що Російська імперія на межі державного перевороту і що війська не будуть битися за Анну Леопольдівну. У Стокгольмі дійшли висновку, що вистачить лише одного виду шведських військ, аби влада Анни Леопольдівни і німців зруйнувалася, а нова імператриця в подяку за допомогу щедро наділить шведського короля російськими землями.

## Оголошення війни
28 липня 1741 до російського посла Бестужева з'явився надвірний канцлер і оголосив, що шведський король змушений оголосити Росії війну. Причини війни в маніфесті були оголошені наступні:
- Втручання у внутрішні справи королівства;
- Несправедливість російського правосуддя стосовно шведських підданих;
- Заборона експорту хліба до Швеції;
- Вбивство Сінклера.

16 серпня 1741 російський уряд звернувся за допомогою до прусського короля, прагнучи втягнути його у війну зі Швецією. Хоча обидві держави мали союзний договір, але Фрідріх II Великий зумів ухилитися від вступу у війну, знайшовши лазівку в трактаті. Шведи в свою чергу намагалися втягнути у війну Туреччину.

## Бойові дії у Фінляндії

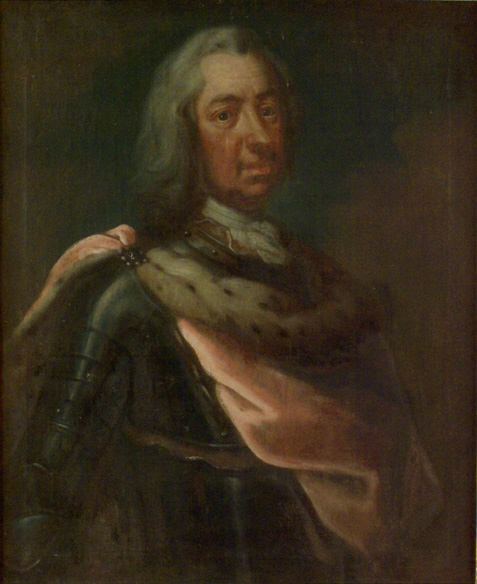
Карл Еміль Левенгаупт (1691—1743)

Командувачем шведського війська у Фінляндії був призначений граф Левенгаупт, сеймовий маршал, найпопулярніша в той час людина у Швеції.
У росіян командувати основною армією, дислокованою в Фінляндії, було доручено фельдмаршалу П. П. Лассі.
Спеціальний корпус дислокувався біля села Красна Гірка на південному узбережжі Фінської затоки під начальством принца Гессен-Гомбургського. Завданням цього корпусу був захист Петербурга від шведського десанту. Крім того, було вирішено зібрати два невеликих корпусу в Ліфляндії і Естляндії під керівництвом генерала Левендаля для оборони узбережжя від шведських десантів.
Шведські війська у Фінляндії були поділені на два корпуси чисельністю по чотири тисячі осіб. Один корпус під командуванням генерала Врангеля знаходився в трьох милях від Вільманстранда, інший під начальством генерала фон Будденброка — в шести милях від цього міста. Гарнізон Вільманстранду не перевищував 600 осіб.
Лассі скликав військову раду, на якій було вирішено з частиною корпусу йти негайно до Вільманстранду, взявши з собою провіанту лише на п'ять днів.
22 серпня російські війська зупинилися в селі Арміле (неподалік Вільманстранду), а увечері до міста підійшов шведський корпус на чолі з генерал-майором Врангелем. Шведський корпус разом з вільманстрандським гарнізоном налічували: за російським даними — 5 256 осіб, за шведськими — 3 500 осіб. У росіян було 9 900 чоловік.
Наступного дня, 23 серпня, Лассі рушив проти шведів, які зайняли дуже вигідне положення під захистом фортечних гармат Вільманстранду. Битва почалася з того, що росіяни зайняли висоту навпроти головної шведської польовий батареї, і, встановивши там кілька 3- та 6-фунтових гармат, зав'язали артилерійську дуель. Потім два гренадерських полки (Інгерманландський і Астраханський), якими командував полковник Манштейн, атакували шведську батарею. Шведи дали залп картеччю, та росіян це не зупинило. Але цю атаку шведи відбили. Тоді Лассі наказав Манштейну атакувати батарею з правого флангу, де був глибокий яр. Гренадери вискочили з яру в 60 кроках від шведів і дали залп з рушниць. Шведи побігли, кинувши гармати. Між тим, на лівому фланзі шведів атакували драгуни полковника Лівена. Організований опір шведів припинився. Кіннота втекла першою і настільки швидко, що драгуни Лівена не змогли її наздогнати. Уцілілі піхотинці частково втекли у місто, а частково сховалися в навколишніх лісах і болотах.
Переслідуючи ворога, російські війська досягли укріплень Вільманстранду. Фельдмаршал послав барабанщика до валу вимагати здачі міста, але шведи застрелили барабанщика. Тоді Лассі наказав взяти місто штурмом. По місту було відкрито сильний артилерійський вогонь, причому росіяни використовували не тільки свої, але й щойно захоплені у шведів гармати. Місто було охоплене вогнем. До 7 години вечора Вільманстранд перейшов до рук росіян. Командувач шведського корпусу генерал-майор Врангель потрапив у полон із сімома штаб-офіцерами і 1 250 рядовими. Переможцям дісталися 12 гармат і одна мортира, 2 000 коней, а «ті солдати, які штурмом в місто ввійшли, рівномірне знатне число видобутку грошима золотими і срібними, різним срібним посудом, сукном, провіантом та іншими різними речами отримали». Росіяни втратили убитими генерал-майора Укскуль (фон Икску́ль, нем. Uexküll или Üxküll, швед. Yxkull или Uxkull)), трьох штаб-офіцерів, одинадцять обер-офіцерів і 511 рядових. На полі бою було знайдено більше 3 300 трупів шведів.
У 15-20 км від місця битви перебував шведський корпус генерал-лейтенанта Будденброка, якого згодом шведський сенат звинуватив, що він своєчасно не допоміг Врангелю.
25 серпня Лассі наказав повністю зруйнувати місто Вільманстранд, а його жителів вивезти до Росії.
У вересні-жовтні шведи сконцентрували біля Кварнбю військо силою 22 800 осіб, з яких через хвороби незабаром залишилося в строю лише 15-16 тисяч. Росіяни у районі Виборга мали приблизно таке ж число солдатів. Пізньої осені обидві армії перейшли на зимові квартири. Однак у листопаді Левенгаупт з 6 тис. піхоти і 450 драгунами попрямував у бік Виборга, зупинившись біля Секкійерві. Одночасно з Вільманстранд та Нейшлота на російську Карелію напали кілька менших корпусів.
Дізнавшись про рух шведів, російський уряд 24 листопада віддав наказ гвардійським полкам готуватися до виступу у Фінляндію. Це спровокувало палацовий переворот, в результаті якого до влади прийшла цесарівна Єлизавета. Вона наказала припинити військові дії і уклала з Левенгауптом перемир'я.
У серпні 1742 р. армія Лассі оточила шведські війська у Гельсінгфорсі. Тепер шведська армія могла отримувати підкріплення тільки морем. Але і цей зв'язок скоро припинився, бо шведський флот через інфекційні епідемії, що охопили особистий склад, пішов з Гельсінгфорса до Карлскруни, а ескадра Мішукова заблокувала шведську армію з моря. У Гельсингфорсі були оточені 17 000 шведів, а з боку росіян було залучено не більше 17 500 солдат та офіцерів. 19 серпня Левенгаупта і Будденброка було наказано доставити до Стокгольма «для звіту сейму про свої дії».
Командування було передано полковнику Жану Луї Буске. Він підписав капітуляцію 24 серпня. За умовами капітуляції шведським військовослужбовцям дозволили відʼїхати до Швеції з особистою зброєю, полкова та фортечна артилерія шведів (90 одиниць) дісталася росіянам. Фіни, що служили у шведській армії, відмовилися їхати до Швеції і були розпущені по домівках.
Незабаром війська Лассі та Мещерського з'єдналися в місті Або (Турку).
Згодом російська армія в невеликому наступі завоювала всю Фінляндію.
Після того, як російська армія взяла Або, туди зʼїхалися посланники Росії та Швеції для переговорів (чит. нижче: Абосський мир.)

## Бойові дії на морі в 1741—1743рр
З початком війни російські кораблі були дислоковані поблизу Кронштадта так, щоб спільно з береговими батареями відбити напад ворога.
Ще до початку війни, в травні-липні 1741 року, загін суден Балтійського флоту перейшов з Ревеля до Архангельську. У його складі були 3 фрегати: 46-гарматний «Вахмейстер», 32-гарматні «Декронделівде» і «Кавалер».
Шведський флот діяв більш активно. У травні 1741 з Карлскруни під командуванням віце-адмірала Томаса Райаліна вийшли п'ять кораблів — «Улріка Елеонора» (76-гарматний), «Принц Карл Фред-Гардемарин» (72-гарматний), «Стокгольм» (68-гарматний), «Фінляндія» (60 — або 70-гарматний), «Фред» (42-гарматний) і чотири фрегати. Трохи пізніше до них приєдналися ще п'ять кораблів: «Фрігет» (66-гарматний), «Бремен» (60-гарматний), «Гессен Кассель» (64-гарматний), «Верден» (54-гарматний) і «Дроттнінггольм» (42-гарматний). З цими силами Райалін увійшов у Фінську затоку і зайняв позицію між Гогландом та фінським узбережжям. Періодично надсилалися окремі кораблі на розвідку до Рогервік, Гогланд та Соммерс.
Галерний флот шведів під командуванням Акселя Фалькенгрена розташувався на південь від Фрідріхсгама, щоб забезпечити кращу взаємодію флоту і сухопутних сил.
Райалін був вправним і хоробрим офіцером. Однак ціль цього спорядження виявилася невдалою, оскільки невдовзі члени екіпажу почали жахливо хворіти частково через відсутність роботи, частково через погані умови забезпечення продовольством, що незабаром призвело до втрат. У всьому цьому, однак, Р. був невинний: за інструкцією він був змушений постійно радитися з командуючим, не отримуючи ані розпоряджень, ані відповіді на свої клопотання. Генерал Будденброк наполягав на тому, щоб флот залишався на підтримку армії, і наказав доукомплектувати екіпажі солдатами сухопутної армії, що призвело лише до нових втрат. Р. викликав прапорщиків і капітанів на військову раду. Більшість схилялася вибрати більш сприятливу якірну стоянку, де можна було б принаймні напитися води та підкріпитися, але адмірал вирішив через кілька днів вийти в море, сподіваючись, що це сприятливо вплине на стан здоров'я. 2 серпня нарешті йому наказали йти в наступ, але вже можливість була втрачена. У тому ж місяці захворів і Р., який помер 4 вересня, сильно сумуючи.
З червня 1741 року в Північному морі знаходилися шведські 54-гарматний корабель «Оланд» і фрегат «Фама», тому щоб запобігти переходу російських кораблів з Архангельська в Балтійське море навколо Скандинавії.
Російські кораблі «Святий Пантелеймон», «Святий Ісаакій», «Леферм» і «Аполлон» в липні 1741 відправилися з Архангельська до Кронштадту, але з невідомих обставин, дійшовши до Кольського півострова, зазимували в незамерзаючій Катерининської гавані (Кольська затока). Судячи з усього, стоянка була викликана боязню щодо шведів. А влітку наступного року ескадра рушила назад до Архангельська, куди прибула 22 червня 1742.
19 липня 1742 з Архангельська вийшла вже солідна ескадра під командуванням віце-адмірала П. П. Бредаля. У її складі були кораблі «Святий Пантелеймон», «Святий Ісаакій», «Леферм» і «Щастя» (66-гарматний), фрегати «Меркуріус», «Аполлон», «Кавалер», «Вахмейстер» і «Декронделівде», а також один гукор. Корабель «Благополуччя» в червні 1742 року при переході через бар Північної Двіни сів на мілину. Згодом його полагодили, але зважаючи на «неблагонадійності до плавання» переобладнали у блокшив.
Ескадра Бредаля 10-11 серпня біля мису Нордкап потрапила у шторм. Тому всі чотири кораблі зайшли в Катерининську гавань і там зазимували, а всі фрегати і гукор повернулися до Архангельська.
26 жовтня 1742 за виявлену пасивність Імператриця Єлизавета відсторонила адмірала Мишукова від командування Балтійським флотом і перевела його на посаду командира Кронштадського порту. Натомісць командуючим Балтійским флотом було призначено адмірала Головіна.
28 квітня 1743 Ревельська ескадра під командою російського контр-адмірала Барша, флагманським кораблем якої став «Астрахань», вийшла в море, але відразу стала на якір біля Наргена через численні крижини в затоці. 29 квітня до неї приєдналися (прибули з Гельсінгфорса) лінійний корабель «Воїн», прам «Оліфант» і «Дикий Бик». Наступного дня ескадра рушила до Гангуту, де зустріла галери генерал-лейтенанту Хрущова. Хрущову були передані прам і лоц-галіот «Лоцман».
23 травня російський флот підійшов до півострова Гангут і став маневрувати у візуальній близькості від шведських кораблів. Сили противників були приблизно рівні. 30 травня розігрався сильний шторм. Мілководдя і підводні камені біля Гангуту несли в цих умовах небезпеку для російського флоту, тому він вимушено перейшов в Рогервік. Однак, цей сильний шторм не завадив шведській ескадрі залишитися біля Гангуту, не втрачаючи боєздатності. Лише 2 червня російський флот знову показався біля Гангуту, а 6 червня він підійшов ближче до шведів. Увечері 6 червня сталася перестрілка з трьома шведськими кораблями і двома фрегатами. Дистанція між супротивниками була настільки велика, що жодна сторона не досягла влучень.
Вночі 8 червня шведський бомбардирський корабель «Тордон» заплив в бойовий порядок російського флоту. Кораблі ескадри в безладді відкрили вогонь. Через деякий час «Тордон» зміг відступити, причому без особливих ушкоджень. Об 11 годині ранку того ж дня шведський адмірал Утфаль повів свою ескадру в атаку, але Головіну вдалося відірватися та відійти на північ. Шведи продовжували переслідування до вечора, але потім зупинилися. Поки обидва корабельних флоти маневрували, російському галерному флоту вдалося проскочити Гангут. Таким чином, корабельний флот зіграв роль приманки.
9 червня російський корабельний флот перейшов у Ревель. Війна для нього фактично закінчилася. Тут він простояв аж до повідомлення про укладення миру. Під час стоянки флоту в Ревелі стався наступний випадок. 29 червня два 30-гарматних данських фрегата «Вейсе-Адлер» і «Шіурі-Дерен» зайшли в Ревель для закупівлі продовольства і ремонту такелажу. Данці тоді були дружні Росії, і сам факт візиту данських фрегатів був подією більш ніж ординарною, якби не обставини їх проходу в ревельську гавань. Згідно реляції, їх повинен був зупинити і опитати командир брандвахти. З 1733 року в Ревелі на брандвахті стояв старий фрегат «Принцеса Анна» (колишній «Святий Яків»). На момент прибуття данців командир судна лейтенант Великопольський виявився чомусь на березі. Команда брандвахти була п'яна або спала. Данці безперешкодно увійшли в гавань і кинули якір поряд з російськими кораблями. А там теж не зіграли бойову тривогу: раз брандвахта пропустила - значить, свої. Чи треба говорити, що було б, якби замість данців завітали шведські кораблі або брандери. Наступного дня Великопольського віддали під суд. Данські офіцери принесли вибачення за самовільний вхід до гавані. Вибачення були прийняті, і до данських моряків поставилися вельми гостинно.
На 1743 російське командування запланувало лише одну операцію — висадку великого десанту на території самої Швеції. Вирішальну роль у висадці повинен був зіграти галерний флот.
7 травня 1743 російський галерний флот рушив до Аландських шхер. Вранці 8 травня росіяни помітили шведські кораблі біля входу в протоку Юнгфрузунд. Вони нарахували у шведів сім галер, одну бригантину, одну шняву, кілька шлюпок та дубель-шлюпок. У росіян було 16 галер, три галіоти та два шмаки. Всього на ескадрі налічувалося 5070 чоловік — 575 морських і 4495 армійських офіцерів і нижніх чинів Пермського, Кексгольмського, 1-го і 2-го ландміліцьких і Чернігівського полків. В середньому на галерах знаходилося від 205 до 380 осіб. На «Оліфанті» (командир — лейтенант Олександр Соймонов) — 245 осіб, на «Дикому бику» (командир — лейтенант Петро Прончищев) — 257 осіб.
Російська ескадра не могла переслідувати шведів на малому юнгфрузундському фарватері, а для проходу він взагалі виявився занадто тісний. Кейт вирішив пройти лівіше великим фарватером і перехопити шведів, проте його план зірвала погода — сильний вітер заважав буксируванню праму. 8 та 9 травня російські кораблі відстоювалися на якорі біля урочища Іттіс-Гольма (у Гітіскірхі). 9 травня, скориставшись затишшям, ескадра спробувала продовжити рух. Але вже через півмилі вітер знову посилився, і довелося знову стати на якір.
11-14 травня ескадра Кейта повільно рухалася в Аландських шхерах. На світанку 15 травня дозорні помітили в шести верстах кілька шведських галер, в тому числі галеру під віце-адміральським прапором. Через острови точне число галер встановити не вдалося. Кейт відразу ж дав сигнал до походу всьому флоту. Шведи і цього разу не зважилися прийняти бій, відступивши в бік Аландських островів. За ними навздогін були відправлені 10 шлюпок і кончебаси під прикриттям двох галер. Офіцер, що отримав це завдання, нарахував у шведів 17 галер, одну півгалеру, два шмаки і галіот в супроводі великої кількості дрібних суден. Всі вони йшли на веслах. Останньою йшла галера адмірала Фалькенгрена.
До середини дня 15 травня російський галерний флот став на якір біля острова Корпо (в 45 верстах від Або). Увечері 18 травня з'явилися шведські галери, що йшли трьома колонами. Не дійшовши трьох верст до російських позицій, вони об 11-ій годині вечора теж стали на якір. Тоді Кейт висунув обидва своїх прами у вузький прохід між островами. На березі поблизу прамів він розпорядився встановити батарею з чотирьох полкових гармат і послати туди 300 солдатів. Але на наступний день розігралася сильна гроза, і бій, до якого готувалися росіяни і шведи, довелося відкласти. Росіяни встигли поставити ще одну берегову батарею. Для цього з кінних галер зняли чотири 8-фунтових гармати. Батарею навіть захистили бруствером. Було ясно, що тісний прохід між островами дозволить використовувати російському флоту крім прам лише невелику кількість галер. У шведів було 18 галер і 1 прам проти 21 російської галери і двох прамів.
20 травня близько третьої години дня зі шведського праму «Геркулес» злетіли сигнальні ракети, а потім були зроблені перші пристрілювальні постріли. Ядра не досягли навіть берегових батарей росіян. Прами стояли на 200 метрів далі. Тоді шлюпки відбуксирували «Геркулес» ближче до острова Корпо. В одній лінії з прамом йшли шведські галери в супроводі дрібних суден. В 4:00 шведи зблизилися з російськими суднами на відстані гарматного пострілу. Командири Соймонов і Прончищев запросили дозволу відкрити вогонь, але Кейт чекав, коли шведи підійдуть на рушничний постріл. Однак шведи так близько підходити не збиралися і поставили свій прам на шпринг. Праворуч і ліворуч від нього стояли шведські галери. Бачачи, що «Геркулес» підставив борт, Кейт наказав зробити два пристрілювальних постріли з верхньої батареї прама. Одне ядро дало переліт, інше потрапило в корму «Геркулеса». Тепер можна було вести вогонь повними залпами.
Артилерійська дуель тривала до 7:00 вечора. У шведів діяли прам і праве крило галер. Ліве крило намагалося вести перекидний вогонь через острів. У росіян основний тягар бою лягла на прам «Оліфант» і «Дикий Бик». Тільки кілька російських галер (від трьох до восьми) могли надавати прамам підтримку. За час артилерійської дуелі з російських прамів було зроблено 1063 постріли, з галер — 322, з берегових батарей — 89. На суднах боєм керував капітан Іван Кайсаров. Кейт здійснював загальне командування і, щоб краще бачити картину бою, розташувався ближче до супротивника на одній з батарей.
Прам «Геркулес» незабаром отримав сильні пошкодження і «вже за півтори години до їх (шведів) ретиради більш і не діяв». Він вийшов з бою і сховався за одним із ближніх островів. Кілька шведських галер теж отримали серйозні пошкодження. О 8 годині вечора остання шведська галера вийшла з бою. Кейт хотів переслідувати ворога, але вітер дув у самий вхід до гавані і не було можливості вийти з неї, тому послали тільки кілька озброєних шлюпок і один кончебас, щоб переслідувати дрібні суда. У росіян в цьому бою загинули один офіцер і шість нижніх чинів, вісім чоловік були поранені. Прам «Дикий Бик» отримав 39 наскрізних пробоїн, три гармати на ньому вийшли з ладу. На «Оліфант» налічили 20 пробоїн. На одній галері від власного вогню відкрилася пробоїна.
8 травня 1743 р. із Кронштадта вийшов гребний флот з військом з Петербурга. Він складався з 34 галер і 70 кончебасів. У поході флот розділився на три ескадри. Авангардом командував генерал-лейтенант Левашов, з ним були генерали Брілл і Ведель. На їх галерах розмістилися три полки і три гренадерські роти. Ар'єргардом командував граф Салтиков, допомагав йому генерал Стюарт, у них теж були три полки і три роти. Кордебаталією командував особисто Лассі, його заступником був генерал-майор Лопухін. На їх галерах знаходилися три полки і дві роти.
31 травня підійшли чотири галери полковника Мейндорфа, які доставили Ладозький полк і гренадерську роту Нарвського полку. Через три дні прибули ще 10 галер з військами генерал-майора Караулова. 12 червня два російських галерних флоти з'єдналися біля Соттунги. На горизонті виднівся шведський гребний флот, посилений вітрильними кораблями. Через п'ять годин шведи стали зніматися з якоря і відходити. Кейт з частиною галер і кончебасами зайняв залишені ними позиції. До 14 червня російський флот пройшов близько трьох миль, коли знову біля острова Дегербі на схід від Аландських островів помітили ворожий флот, але той знову віддав перевагу сховатися.
До кінця війни шведський корабельний флот курсував між Даго і Готланд. 17 червня шведський адмірал Таубе отримав звістку про підписання попередньої мирної угоди і повів флот в Ельвснаббен (швед. Alvsnabben, військова база та острів на південь від Стокгольма).
18 червня кур'єр з Або доставив відомості про мир і російським силам, які перебували в районі Аландських островів. Солдатів та офіцерів було переведено з галер до берегового табору. Тут, біля західних берегів Фінляндії, російський галерний флот простояв до середини серпня.
В кампанії 1743 з навігаційних причин були втрачені галери «Весела», «Крокодил», «Нарова», «Св. Микола» і «Пустельга».

## Абоський мир
У січні 1743 року в місті Або, вже захопленому російськими військами, почалися переговори про мир. Російську імперію на переговорах представляли генерал-аншеф О. І. Румʼянцев, повний генерал-інженер барон фон Люберас, радник імператорської канцелярії А. І. Неплюєв і секретар посольства Семен Мальцев.
Після того, як російська армія взяла Турку, Олександр Рум'янцев та Ерік Маттіас фон Нолькен (шведський посол у Росії) прибули туди для обговорення мирного договору. Цариця пообіцяла залишити Фінляндію за умови, що спадкоємцем престолу буде названий Адольф Фредрік, що мав родинні звʼязки з російською царською сім'єю. Капелюшники погодилися на пропозицію в надії, що Адольф Фредрік отримає кращі умови миру від цариці.
Шведське королівство представляли барон Герман фон Седеркройц (Herman Cedercreutz) і барон Ерік Маттіас фон Нолькен, колишній посол у Петербурзі.
Позаяк шведські війська були повністю вигнані з Фінляндії, росіяни прагнули узаконити це.
22 лютого 1743 Єлизавета Петрівна звеліла вищим воєначальникам і чиновникам імперії повідомити їхню думку щодо умов миру зі Швецією.

Фельдмаршал князь Трубецькой (? І.Ю.Трубецькой) заявив, що треба усіма силами утримати всю Фінляндію:
"Повернути її Шведській короні ні за яких причин неможливо, бо інакше не лише усьому світові знайдеться привід сумніватися щодо користі та слави зброї її величності, а й для благополуччя та безпеки Російської імперії дуже належить, аби кордон був віддаленим, бо небезпеку від близького кордону нинішня війна довела; нарешті, фінляндські обивателі, бачачи, що їхню країну повернули шведам, вдруге будуть противитися всіма силами російським військам».
Його підтримав віце-канцлер граф Бестужев-Рюмін, запропонувавши укласти мир на умовах «uti possidetis» («хто чим володіє») і лише в крайньому випадку приєднати до Росії райони Або і Гельсінгфорса, а на решті фінських землях створити незалежну нейтральна держава. На думку фельдмаршала Лассі, адмірала Головіна та інших потрібно було б віддати шведам лише північні райони Фінляндії, а решту приєднати до імперії.
Але Єлизавета не дослухалася. Справа в тому, що король Швеції Фредерік I не мав дітей, і шведський Риксдаг був сильно стурбований пошуками наступника престолу. Ряд шведських аристократів запропонували обрати спадкоємцем шведського престолу любекського єпископа Адольфа Фредріка Гольштейн-Готорпського.
Єлизавета прийшла у захват від цієї ідеї. По-перше, Адольф був двоюрідним дядьком юному Карлу Петру Ульріху, якого Єлизавета призначила своїм спадкоємцем. До речі, дитячі роки він провів в Адольфа в Любеку. По-друге, Адольф доводився рідним братом Карлу-Августу, який був нареченим самої Єлизавети, але помер в червні 1727 року в Петербурзі незадовго до вінчання. Природньо, Єлизавета сподівалася, що Адольф, зійшовши на престол, стане як не другом, то хоча б її союзником.
Шведські уповноважені оголосили Румʼянцеву та Люберасу, що єпископа любекського можна обрати спадкоємцем престолу тільки на певних умовах, а саме: Російська імперія поверне Швеції все здобуте, укладе з нею оборонний і наступальний союз, бо у разі вибору єпископа Любекського, війна з Данією неминуча. Справа в тому, що данський король Крістіан VI сам норовив пролізти в спадкоємці шведського престолу.
На пропозиції шведів Румʼянцев відповів, що у виборі спадкоємця вони вільні, але імператриця ніколи всієї Фінляндії їм не поверне, а якщо шведи будуть пручатися, то російська делегація покине переговори.
Тим часом при дворі Єлизавети сформувалася партія прихильників Адольфа. Значну роль серед них грали Брюммер (гофмаршал спадкоємця Петра), лейб-медик Лесток, таємний радник Бреверн та інші. Зрештою, купка іноземців переконала імператрицю поступитися шведам.
17 червня 1743 був підписаний попередній Акт - так званий (рос.) «Уверительный акт». У ньому шведському Риксдагу рекомендувалося обрати спадкоємцем шведського престолу принца Адольфа Фредріка, регента герцогства Гольштейн, єпископа Любекського. Швеція поступалася Росії Кюменігордською губернію (весь басейн річки Кюмійокі), а також фортеця Нейшлот (Нюслотт), міста Фрідріхсгам та Вільманстранд, а Російська імперія повертала Швеції зайняті в ході війни російськими військами губернії Естерботтенську, Бернборгську, Абоську, Тавастську, Нюландську, частину Карелії (західної) і губернію Саволакс, крім міста Нейшлота. Петро Ульріх, герцог Голштейн-Готторпський, в разі обрання його спадкоємцем російського престолу відступиться від тих вимог, які завжди висувало його герцогство (Голштейн) по відношенню до Швеції.
23 червня 1743 король Фредрік І і Риксдаг одноголосно обрали «коронним спадкоємцем» принца Адольфа Фредріка.
7 серпня 1743 в Або був підписаний остаточний мирний договір.
Згідно Абоського миру Російська імперія повертала Швеції зайняті в ході війни російськими військами губернії Естерботтенську, Бернборгську, Абоську, Тавастську, Нюландську, частину Карелії (західної) і губернію Саволакс, крім міста Нейшлота. Від Швеції до Росії відходила Кюменігордська губернія (весь басейн річки Кюмійокі), а також міста Фрідріхсгам та Вільманстранд і фортеця Нейшлот (Нюслотт) з провінції Саволакс.
Російсько-шведська межа, починаючи від узбережжя Фінської затоки, йшла з цих пір прямо на північ руслом річки Кюмійокі, а потім її першим притоком зліва і кордонами басейну річки Кюмійокі на сході аж до міста Нейшлота в Саволакс, а звідти - старою російсько-шведською межею.
Імператриця Єлизавета Петрівна звеліла видати Адольфу Фредріку 50 тисяч рублів підйомних на проїзд із Любека до Стокгольму.
Після підписання Абоського договору російський галерний флот залишив Аландські острови і прибув 17 серпня до Гельсінгфорсу. Однак шведський уряд, боючись данців, терміново зажадав від Єлизавети допомоги. 3 вересня шведський Риксдаг звернувся до російського генерала Кейта з проханням посадити на галери піхотні полки і йти зимувати до Стокгольму. Російським військам було запропоновано дислокуватися в містечках Седерманланду і Остерготії. Через погану погоду Галерний флот прибув туди лише наприкінці листопада.
У разі потреби Російська імперія припускала залучити проти Данії і свій корабельний флот. Однак російський корабельний флот в серпні-вересні простояв біля Наргена і в ревельській гавані. Лишень у вересні 1743 фрегат «Росія» сходив до Копенгагену на розвідку.
До літа 1744 Швеція зуміла владнати свої відносини з Данією без війни. При цьому вагомим аргументом шведів стали полки Кейта під Стокгольмом. В кінці липня 1744 російський галерний флот з піхотними полками на борту залишив Швецію і 2 серпня прибув до Ревеля.
Подальші події показали недалекоглядність політики імператриці Єлизавети. У 1746 році в Швеції до влади прийшла антиросійська «партія капелюхів». А  принц Адольф Фредрік став одним з лідерів цієї партії. Так закінчилася ця війна, безглузда і бездарна з точки зору військової стратегії і тактики, і до того ж яка не вирішила жодної політичної проблеми.